# Districte de Myingyan
El districte de Myingyan és una divisió administrativa de Birmània (Myanmar) a la divisió de Mandalay al centre del país. La capital és Myingyan. La superfície el 1901 era de 8.125 habitants i la població el mateix any era de 356.052 habitants. No hi ha estadístiques modernes publicades. La Viquipèdia en anglès assenyala 580.000 habitants pel districte a la pàgina de la ciutat.
Administrativament està format per cinc townships (territori a l'entorn d'una ciutat):
- Myingyan
- Taung Thar
- Nwar Hto Gyi
- Kyaukpadaung
- Nga Zon

## Història
Fou part de la divisió de Meiktila tenint a l'oest el riu Irauadi, al nord el districte de Sagaing, a l'est els de Kyaukse i de Meitkila, i al sud el de Magwe. És un territori sec el doble de llarg que d'ample. L'elevació principal és la muntanya Popa al sud-est de més de 1.500 metres, d'origen volcànic i forma cònica, amb dos pics separats de gairebé la mateix altura; al nord d'aquesta muntanya hi ha les muntanyes Taungtha que superen els 600 metres; la serra de Taywindaing està al sud-oest i les muntanyes Yondo, Sekkyadaung i Mingun al nord. El riu principal és l'Irauadi; els altres rius perennes són el Popa Chaung al sud i el Hngetpyawaing Chaung al nord; rierols estacionals són el Sindewa, Pyaungbya, i el Sunlun.
Segons la llegenda el regne de Pagan fou fundat al segle II per Thamudarit, nebot del rei de Prome, quan aquesta darrera ciutat fou destruïda pels talaings. El rei hauria establert la seva capital a Pugama prop de Nyaungu, i va tenir diversos successors que van regnar a Pugama, Thiripyitsaya, Tampawadi i Paukkarama (o Pagan) durant 1.200 anys, entre els quals un dels més notables fou Thinga Yaza, que va assolir el tron i va establir l'era birmana iniciada el 638. Les cròniques de Prome estableixen la destrucció de la ciutat pels talaings el 742 i la dinastia hauria emigrat cap al nord cap a Pagan que hauria estat fundada el 847 per un altre rei, Pyinbya. Probablement Prome fou atacada o destruïda més d'una vegada. El fill i successor de Pyinbia, fou assassinat per un gendre d'una branca sorgida de la pròpia família, que va pujar al poder; una de les vídues del rei assassinat va poder fugir i va donar a llum a un fill que finalment va recuperar el tron i fou el pare d'Anawratha; aquest gran rei va conquerir Thaton i va saquejar la capital talaing emportant-se al rei Manuha i a un grup de presoners als que va utilitzar per a la construcció de les pagodes que van donar fama a Pagan; va regnar 42 anys; el seu besnet Alaungsithu va estendre el seu poder a l'Arakan i va regnar 75 anys, sent succeït pel cruel Narathu, que va morir assassinat a mans d'indis i fou conegut de manera pòstuma com kalakya Min (el rei deposat per estrangers). Amb Narapadisithu, un dels successors, el regne va arribar al seu zenit per després començar la decadència al segle xiii en el regnat de Tayokpyemin, que va fugir del país davant la invasió xinesa causada per la mort d'un ambaixador; el darrer rei Kyawzwa, fou tancat en un monestir pels tres fills de Theingabo, un poderós príncep (sawbwa) xan., que es van repartir el regne de Pagan; en endavant Pagan va tenir un paper menor en la història birmana.
El 1825-1826 es va lliurar la primera guerra anglobirmana que va acabar el 1826 amb el tractat de Yandabu, localitat situada en aquest districte, al nord. El territori va ser ocupat pels britànics el 1885 (els oficials locals es van rendir i no hi va haver lluita oberta) i el mateix any es va crear el districte al mateix temps que el de Pagan. Aquestos dos districte incloïen inicialment zones que després van formar el districte de Myingyan (més reduït), part dels districtes de Meiktila i de Magwe, i el districte de Pakokku. Una vegada formats els districtes de Pakokku i el de Meiktila, no gaire després, el districte de Pagan fou abolit i unit al de Myingyan. Mentre l'antic governador birmà de Myingyan, després de sis mesos en què fou lleial als britànics, va donar suport al pretendent Shwegyobyu a Pakangyi al districte de Pakokku i el 1886 part del districte estava totalment en mans dels dacoits (bandits, de fet lluitadors de la resistència) especialment al sud de Pagan; la part nord i est va estar relativament tranquil·la mercès a l'establiment de posicions militars a Sameikkon, a l'Irauadi, i Natogyi, al nord-est, i les operacions militars des de Myingyan i Ava contra el cap rebel Thinga Yaza. La zona de la muntanya Popa va romandre força temps refugi de la resistència i deu anys després encara hi havia algun guerriller actiu; el 1887 un cap birmà anomenat Nga Cho va operar al sud mentre un altre rebel, Nga Tok, ho feia al nord; el segon fou mort el 1888 però el primer es va unir a un altre cap rebel, Van Nyun, famós per les seves crueltats, i van seguir operant al districte dos anys més; el 1889 tot el districte excepte la muntanya Popa, estava ja lliure de dacoits i el 1890 es va rendir Van Nyun; Nga Chao encara va resistir sis anys més però sense representar cap perill.
El districte va quedar administrativament dividit en dos subdivisions i sis townships:
- Myingyan
  - Myingyan
  - Taungtha
  - Natogyi
- Pagan 
  - Pagan
  - Sale
  - Kyaukpadaung

Les dues ciutats del districte eren Myingyan (la capital) y Nyaungu. La població era en una immensa majoria birmana (99%) i budista; el 63% depenia de l'agricultura. Hi havia 777 caps de poble dels que 436 tenien autoritat per recaptar. El township de Myingyan tenia una superfície de 1.093 km² i una població de 81.978 habitants, distribuïts en una ciutat (Myingyan amb 16.139 habitants) i 175 pobles.
Posteriorment el districte fou traslladat a la divisió de Mandalay de la que actualment forma part.

## Arqueologia
- Ruïnes dels temples de Pagan
- Restes d'una rasa i una miralla a Pyinzi, township de Natogyi
- Pagoda Pato a Konpato, township de Taungtha
- Pagoda escavada a la roca (kyaukku) a Nyaungu